# Президент Дутра (алмаз)
Президент Дутра — один з найбільших у світі алмазів з первинною масою 409 карат, знайдений 1949 року в Бразилії.
Після подальшої обробки з алмаза вийшло 16 діамантів з сумарною вагою 136 карат.
Алмаз названо на честь президента Бразилії Еуріку Гаспара Дутри, за часів правління якого був знайдений.